# Valentina Visconti
Valentina Visconti (n. 1366, 1368 sau 1371 – d. 4 decembrie 1408) aparținând familiei Visconti, a fost contesă suverană de Vertus și ducesă consoartă de Orléans ca soție a lui Ludovic I, Duce de Orléans, fratele mai mic al regelui Carol al VI-lea al Franței.

## Biografie
S-a născut la Milano și a fost fiica primului Duce de Milano, Gian Galeazzo Visconti, și a primei lui soții, Isabela de Valois, fiica regelui Ioan al II-lea al Franței. Prin mama ei, Valentina a fost contesă suverană de Vertus din 1372, titlu pe care l-a împărțit cu soțul ei.
S-a căsătorit cu vărul ei primar, Ludovic de Valois, în septembrie 1389 printr-o dispensă papală. Contractul ei de căsătorie stipula că dacă nu va avea moștenitori pe linie masculină, ea va moșteni posesiunile familiei Visconti. Din acest motiv, nepotul ei, Ludovic al XII-lea al Franței, va pretinde ducatul Milano și va începe războaiele italiene.
Datorită intrigilor de la curtea lui Carol al VI-lea și a dușmăniei pe care i-o purta regina Isabela de Bavaria, Valentina a fost exilată de la curte și a părăsit Parisul. Au existat zvonuri conform cărora Isabela avea o relație cu Ludovic și Valentina era foarte apropiată de rege, care se afla într-o foarte proastă stare mentală.
Patroană a poetei Eustache Deschamps, care a scris o poezie în onoarea ei, Valentina a fost, de asemenea, mama unuia dintre cei mai faimoși poeți francezi: Charles de Orléans.
Soțul ei a fost ucis de vărul și rivalul său politic, ducele Ioan de Burgundia, în 1407. Valentina a supraviețuit soțului ei doar puțin peste un an. A murit în decembrie 1408 la Blois.

### Descendenți
- o fiică (1390);
- Ludovic (1391–1395);
- un fiu (1392);
- Ioan Filip (1393);
- Carol, duce de Orléans (1394–1465), tatăl regelui Ludovic al XII-lea al Franței;
- Filip (1396–1420), conte de Vertus;
- Ioan, conte de Angoulême (1404–1467), bunicul regelui Francisc I al Franței;
- Maria (1401);
- Margareta (1406–1466), contesă de Vertus, căsătorită în 1423 cu Richard de Bretania, Conte de Étampes; fiul lor a fost Francisc al II-lea, duce de Bretania.

Printre descendenții ei a fost și regele Henric al IV-lea al Franței (1553–1610), fondator al Casei de Bourbon.